# Pterolepis spoliata
Pterolepis spoliata är en insektsart som beskrevs av Jules Pièrre Rambur 1838. Pterolepis spoliata ingår i släktet Pterolepis och familjen vårtbitare.

## Underarter
Arten delas in i följande underarter:
- P. s. kaltenbachi
- P. s. llorenteae
- P. s. minor
- P. s. nadigi
- P. s. nevadensis
- P. s. pascuali
- P. s. grallata
- P. s. spoliata